# 4197 (1982 TA)
4197 (1982 TA) је Аполо астероид. Приближан пречник астероида је 1,8 ,
а средња удаљеност астероида од Сунца износи 2,299 астрономских јединица (АЈ).
Инклинација (нагиб) орбите у односу на раван еклиптике је 12,549 степени, а орбитални период износи 1274,056 дана (3,488 године). Ексцентрицитет орбите астероида износи 0,771.
Апсолутна магнитуда астероида износи 14,6 а геометријски албедо 0,37.
Астероид је откривен 11. октобра 1982. године.